# اینازوما رایگورو
اینازوما رایگورو (به ژاپنی: 稲妻 雷五郎) کُشتی‌گیر سوموی اهل استان ایباراکی در کشور ژاپن است که هفتمین کشتی‌گیر دارای رتبهٔ یوکوزونا محسوب می‌شود. وی در سال ۱۸۳۰ میلادی به این مرتبه ارتقا یافت و در سال ۱۸۳۹ میلادی بازنشست شد. اینازوما رایگورو توانست ۱۰ بار قهرمان (یوشو) مسابقات سومو شود.